# Paul Martin (Leichtathlet)

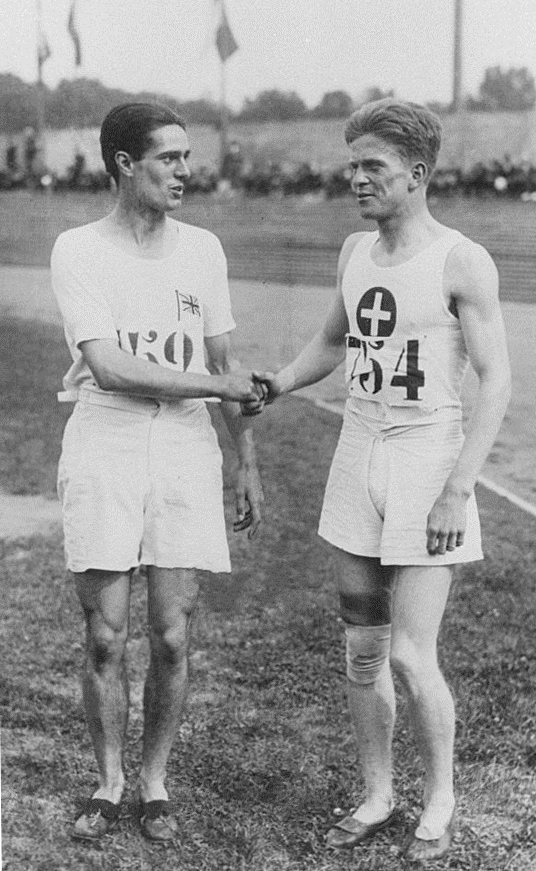
Douglas Lowe (links) und Paul Martin 1924

Paul Martin (* 11. August 1901 in Genf; † 28. April 1987 in Lausanne) war ein Schweizer Leichtathlet, der hauptsächlich auf der 800-Meter-Strecke antrat.

## Karriere
Martin trat für die Schweiz bei fünf Olympischen Spielen an. 1920 in Antwerpen schied er im Vorlauf aus. Vier Jahre später bei den Olympischen Spielen 1924 in Paris siegte er in seinem Vorlauf. Im Zwischenlauf kamen die ersten drei jedes Laufes weiter, und Martin belegte im ersten Zwischenlauf den dritten Platz. Im Final lief er in 1:52,6 min auf den zweiten Platz hinter Douglas Lowe und erhielt die Silbermedaille.
Bei den Olympischen Spielen 1928 trat Martin auf beiden Mittelstrecken an. Nachdem er über 800 Meter im Zwischenlauf hinter seinem französischen Namensvetter Séra Martin als Vierter ausgeschieden war, erreichte er über 1500 Meter den Final und belegte in 3:58,4 min den sechsten Platz. Da auch Séra Martin in seinem Final Sechster geworden war, belegte auf beiden Mittelstrecken ein frankophoner Läufer mit Nachnamen Martin den sechsten Platz. Paul Martin startete auch 1932 in Los Angeles und 1936 in Berlin auf beiden Mittelstrecken, schied aber jeweils im Vorlauf aus. 1936 nahm er als Schriftsteller auch an den Olympischen Kunstwettbewerben teil, konnte sich aber nicht platzieren.
Martin hatte bei einer Körpergrösse von 1,75 m ein Wettkampfgewicht von 63 kg. Er startete zunächst für Cercle des Sports Lausanne, später für Stade Lausanne.
Nach seiner Promotion 1929 lebte Martin zwei Jahre in den Vereinigten Staaten, um sich dort zum Chirurgen ausbilden zu lassen. 1952 veröffentlichte er in Genf Au dixiéme de Seconde. Für dieses Buch erhielt er den Preis der französischen Sportliteratur. Sein Training beruhte im Wesentlichen auf seiner Grundschnelligkeit, sein Trainingsumfang war eher gering.

## Bestleistungen
- 47,8 s (1928) über 400 Meter
- 1:51,8 min (1928) über 800 Meter
- 3:58,1 min (1934) über 1500 Meter

Martin stellte insgesamt 18 Schweizer Landesrekorde auf. Während ihn Willy Schärer bereits 1923 als Landesrekordler über 1500 Meter ablöste, hielt sein 800-Meter-Rekord, bis 1955 Josef Steger schneller war.